# 宝塚大学の人物一覧
宝塚大学の人物一覧（たからづかだいがくのじんぶついちらん）は、宝塚大学に関係する人物の一覧記事。
前身校の宝塚造形芸術大学を含む。また、同運営組織である学校法人関西女子学園がかつて設置していた短期大学部（関西女子美術短期大学・関西芸術短期大学）の人物もここに含まれる。

## 現職教員
- 池田宏 - 映画監督
- さいふうめい - 漫画原作者
- 月岡貞夫 - アニメーション作家
- 成田裕介 - 映画監督
- 南部英幸 - 副学長、元大阪府会計管理者
- 松本零士 - 漫画家
- 芦谷耕平 - アニメーター

## 過去の教員
- イエス小池 - 漫画家
- 岩山三郎 - 美術史学者
- 大村皓一 - CG作家・代表作「ゴルゴ13」
- 倉澤行洋 - 哲学者
- 香西隆男 - アニメーター・ジュニオ ブレイン トラスト常務取締役
- 小清水漸 - 彫刻家
- 崔洋一 - 映画監督
- 崎田喜美枝 - ファッションデザイナー
- 嶋本昭三 - 芸術家・現代美術家・日本障害者芸術文化協会会長・美術学科教授
- 志水英二 - 工学者
- 関隆志 - 考古学者
- 千玄室 - 裏千家前家元・日本国際連合協会会長
- 棚橋昭夫 - 演芸評論家。元NHK大阪放送局演芸プロデューサー
- 難波精一郎 - 心理学者
- 西村武 - 工学者
- 松浦邦男 - 建築学者
- 宮島久雄 - 美術史学者
- 柳たかを - イラストレーター
- 山田耕大 - 脚本家・映像プロデューサー

## 大学院修了生
- 岩高要子 - 作家・経営者（大学院修士課程修了）（大東文化大学卒業）
- 大松伸洋 - 画家（大学院造形研究科基礎造形・造形学部美術学科・短期大学部）
- 鈴木榮子 - 華道家（小原流いけばな一級家元）（大学院博士課程伝統芸術研究領域修了）（慶應義塾大学卒業）

## 大学卒業生

### 造形学部 美術学科
- クロマツテツロウ - 漫画家（絵画学科油絵専攻卒業）
- 中村muchoよしてる - グラフィックデザイナー（digmeout所属）（美術学科洋画専攻卒業）

### 造形学部 産業デザイン学科
- 口井雅弘 - 朝日放送美術プロデューサー（産業デザイン学科プロダクトデザイン科卒業）

### 造形芸術学部・(現)東京メディア芸術学部
- あまのがみだい - 漫画家
- 京極尚彦 - アニメーション監督
- ナンキダイ - 漫画家
- 齋藤勁吾 - 漫画家
- 田崎佑一 - お笑いタレント（藤崎マーケット）
- 穂積昭雪 - 作家・ライター（映画コース卒業）
- MOCA（ベリーグッドマン）- 歌手（サウンドデザインコース卒業）[1]

## 短期大学卒業生
- 紫苑みやび - 声優（関西女子美術短期大学イラストレーション科）
- 冨士本由紀 - 作家・コピーライター（小説すばる新人賞受賞）（関西女子美術短期大学卒業）